# Växttråd
Växttråd är en beståndsdel i djurfoder som ungefärligen motsvarar kostfiber i människoföda. Halten av växttråd bestäms vid foderanalys genom kokning i standardiserad lut och syra. Den består av ungefär hälften av den cellulosa, hemicellulosa och lignin som finns i fodret. Resten ingår i det som kallas för kvävefria extraktivämnen.